# 小坂文乃
小坂 文乃（こさか あやの、1968年1月9日 - ）は、日本の実業家、日比谷松本楼代表取締役社長。父は小坂哲瑯。小坂梅吉、梅屋庄吉は曾祖父。

## 人物・経歴
1968年1月9日、東京都生まれ。日比谷松本楼3代目社長・小坂哲瑯の二女。中学・高校時代をイギリスで過ごし、立教英国学院に学ぶ。1990年3月、立教大学社会学部観光学科卒業。英国系企業を経て、現在、日比谷松本楼代表取締役社長。
2011年長崎県民特別賞。2012年上海市より白玉蘭賞（上海市名誉市民）。2013年長崎県壱岐市観光大使。中国宋慶齢基金会理事。立教学院評議員。日本食生活文化財団評議員。シャンパーニュ騎士団シュヴァリエ。桜美林大学、大阪観光大学、同済（上海）大学客員研究員。立教大学校友会副会長。2018年農林水産大臣賞 地域社会貢献・環境配慮部門受賞。
梅屋庄吉の曾孫として日中親善の活動にも携わる。2023年1月には、庄吉の故郷である長崎の県立長崎東中学校・高等学校で講演活動を行った。

## 著書
- 『革命をプロデュースした日本人』（講談社）
- 『梅屋庄吉の生涯』（長崎文献社）